# Dixie Carter-Salinas
Dixie Carter-Salinas (Dallas (Texas), 6 oktober 1964) is een voormalig Amerikaans professioneel worstelpromotor en businessvrouw die voorzitster was van de Amerikaanse worstelorganisatie, Total Nonstop Action Wrestling.

## Persoonlijk leven
Carter is getrouwd met Serg Salinas, een muziekproducent voor TNA, met wie zij twee kinderen hebben.

## In het worstelen
- Opkomstnummers
  - "The Man in Me" van Goldy Locks

## Prestaties
- Women Superstars Uncensored
  - WSU Hall of Fame (2012)